# Язловецька сільська рада
Язлове́цька сільська́ ра́да — колишня адміністративно-територіальна одиниця та орган місцевого самоврядування в Чортківському районі Тернопільської області. Адміністративний центр — с. Язловець.

## Загальні відомості
Язловецька сільська рада утворена в 1944 році.
- Територія ради: 23,58 км²
- Населення ради: 1 576 осіб (станом на 2001 рік)
- Територією ради протікає річка Вільховець

До 19 липня 2020 р. належала до Бучацького району.
11 грудня 2020 р. увійшла до складу Бучацької міської громади.

## Населені пункти
Сільській раді підпорядковані населені пункти:
- с. Язловець
- с. Броварі
- с. Новосілка
- с. Пожежа

## Географія
Язловецька сільська рада межує з:
- Дулібівською сільською радою — на півдні
- Передмістянською сільською радою — на півночі

## Склад ради
Рада складається з 16 депутатів та голови.
- Голова ради:
- Секретар ради: Клочак Надія Іванівна

### Керівний склад попередніх скликань
| Прізвище, ім'я, по батькові | Основні відомості                      | Дата обрання | Дата звільнення |
| --------------------------- | -------------------------------------- | ------------ | --------------- |
| Футрин Марія Василівна      | Сільський голова, 1954 року народження | 26.03.2006   | 31.10.2010      |

Примітка: таблиця складена за даними сайту Верховної Ради України

### Депутати
За результатами місцевих виборів 2010 року депутатами ради стали:

#### За суб'єктами висування
| Суб'єкт висування                                   | Кількість обраних депутатів | %    |
| --------------------------------------------------- | --------------------------- | ---- |
| Самовисування                                       | 14                          | 87,5 |
| Політична партія Всеукраїнське об'єднання «Свобода» | 2                           | 12,5 |

#### За округами
| № округу                                            | Прізвище, ім'я, по батькові     | Дата визнання обраним | Освіта           | Партійна приналежність                    | Відомості про обраного депутата |
| --------------------------------------------------- | ------------------------------- | --------------------- | ---------------- | ----------------------------------------- | ------------------------------- |
| Політична партія Всеукраїнське об'єднання «Свобода» |                                 |                       |                  |                                           |                                 |
| 6                                                   | Логуш Борис Вікторович          | 04.11.2010            | середня          | член Всеукраїнського об'єднання «Свобода» | КМС 124, пом. машиніста         |
| 9                                                   | Яцків Роман Мануїлович          | 04.11.2010            | середня          | член Всеукраїнського об'єднання «Свобода» | Бар Тропік, бармен              |
| Самовисування                                       |                                 |                       |                  |                                           |                                 |
| 1                                                   | Дмитрук Любов Романівна         | 04.11.2010            | вища             | позапартійна                              | с/р, бухгалтер                  |
| 2                                                   | Романюк Тарас Дмитрович         | 04.11.2010            | середня          | позапартійний                             | Монастир, кочегар               |
| 3                                                   | Бега Андрій Володимирович       | 04.11.2010            | вища             | позапартійний                             |                                 |
| 4                                                   | Клочак Надія Іванівна           | 04.11.2010            | вища             | позапартійна                              | с/р, секретар                   |
| 5                                                   | Половчук Олег Зіновійович       | 04.11.2010            | незакінчена вища | позапартійний                             | Інститут, студент               |
| 7                                                   | Курмило Дарія Іванівна          | 04.11.2010            | середня          | позапартійна                              | загальноосвітня школа, завгосп  |
| 8                                                   | Скиба Ігор Володимирович        | 04.11.2010            | незакінчена вища | позапартійний                             | Інститут, студент               |
| 10                                                  | Панюс Володимир Васильович      | 04.11.2010            | вища             | позапартійний                             | загальноосвітня школа, вчитель  |
| 11                                                  | Головецький Іван Євгенович      | 04.11.2010            | середня          | позапартійний                             | Санаторій, завгосп              |
| 12                                                  | Саранчук Оксана Володимирівна   | 04.11.2010            | середня          | позапартійна                              | с/р, бухгалтер                  |
| 13                                                  | Кузяк Іван Михайлович           | 04.11.2010            | незакінчена вища | позапартійний                             | Інститут, студент               |
| 14                                                  | Чекановський Богдан Зіновійович | 04.11.2010            | вища             | позапартійний                             | Лісництво, лісник               |
| 15                                                  | Стрілецький Іван Степанович     | 04.11.2010            | незакінчена вища | позапартійний                             | Університет, студент            |
| 16                                                  | Клим Володимир Михайлович       | 04.11.2010            | середня          | позапартійний                             |                                 |